# Плугов
Плугов (укр. Плугів) — село в Золочевской городской общине Золочевского района Львовской области Украины.
Население по переписи 2001 года составляло 809 человек. Занимает площадь 2,949 км². Почтовый индекс — 80746. Телефонный код — 3265.
Село Плугов раскинулось на естественной границе Гологор и Вороняки, у дороги Львов-Тернополь, в 10 км от районного центра — г. Золочев. Впервые упоминается в 1469 году.
Плугов известен благодаря лечебному водному источнику и деревянной церкви св. Параскевы 1715 года постройки.

## Известные уроженцы и жители
- Шмыгельский, Антон Иванович (1901—1972) — украинский советский поэт.